# Europhyt
Europhyt est un système de notification et d'alerte rapide des interceptions phytosanitaires pour les États membres de l'Union européenne et la Suisse, géré par la Commission européenne. Ce système est prévu par la directive 2000/29/CE du Conseil du 8 mai 2000 concernant les mesures de protection contre l'introduction dans la Communauté d'organismes nuisibles aux végétaux ou aux produits végétaux et contre leur propagation à l'intérieur de la Communauté, qui prévoit en sont article 21 § 6 que « la Commission établit un réseau pour la notification de l'apparition d'organismes nuisibles ».
Europhyt est un réseau basé sur l'utilisation d'Internet et de bases de données. Il est connecté avec les autorités phytosanitaires des États membres de l'UE et de la Suisse, avec l'Autorité européenne de sécurité des aliments et avec la Direction générale de la santé et des consommateurs de la Commission européenne.
L'Agence européenne de sécurité des aliments (AESA) utilise les données d'Europhyt pour l'évaluation du risque phytosanitaire et la recherche scientifique.
L'Organisation européenne et méditerranéenne pour la protection des plantes (OEPP) est destinataire des notifications, sous forme d'un résumé mensuel, et intègre ces informations dans ses propres listes d'alertes et ses bases de données. Europhyt utilise les codes taxonomique de l'OEPP. 
En 2013, Europhyt a reçu 6957 notifications sur les envois interceptés par les États membres et la Suisse en raison de non conformité aux exigences communautaires. La grande majorité d'entre elles (6639) concernaient des végétaux, produits végétaux et objets provenant de pays tiers, dont environ un tiers étaient dus à la présence d'organismes nuisibles. Les autres motifs principaux étaient la non-conformité de matériaux d'emballage en bois aux exigences phytosanitaires internationale (NIMP 15) et des problèmes de documentation (certificat phytosanitaire absent ou inapproprié).